# 羅浩天
羅浩天（Low Ho Tin，1992年6月16日—），香港男子劍擊運動員。他早年就讀沙田蘇浙公學。

## 簡歷
2010年3月，羅浩天在菲律賓舉行的亞洲青少年劍擊錦標賽中，於男子佩劍青年組決賽以15：14險勝韓國劍手，奪得冠軍。
2014年9月，羅浩天代表中國香港參加南韓仁川舉行的亞運會劍擊比賽，與甄侃斌、林衍聰和陳智軒合作贏得男子佩劍團體賽銅牌。
2015年9月，羅浩天在蒙古舉行的亞洲U23劍擊錦標賽的首日賽事中，奪得男子佩劍銅牌；之後，他又與陳智軒、鄒澤文和任頌賢合作，拿得男子佩劍團體銀牌。
2017年6月，羅浩天在香港主場舉辦的亞洲劍擊錦標賽中，與林衍聰、何思朗及陳智軒出戰男子佩劍團體賽。他們在八強擊敗日本隊，但在準決賽和名次賽敗給伊朗隊和中國隊，獲得一面銅牌。

## 外部連結
- 【亞運】男佩摘銅創造人生第一次 羅浩天：沒有定目標|UPower （页面存档备份，存于）
- 羅浩天-體路Sportroad （页面存档备份，存于）